# Manternach
Manternach er en kommune og et byområde i Luxembourg.  Kommunen, som har et areal på 27,68 km², ligger i kantonen Grevenmacher i distriktet Grevenmacher. I 2005 havde kommunen 1.540 indbyggere. 
49°42′25″N 6°25′25″Ø / 49.7069°N 6.4236°Ø